# Francisco Camacho Ruiz
Francisco Camacho Ruiz (Don Benito, 26 de mayo de 1887 – Íbid., 15 de enero de 1967) fue un cineasta español, director de la reconocida película "El cura de aldea" (1935). 

## Nacimiento
En Don Benito, el jueves 26 de mayo de 1887, día de San Felipe, en el parte vital cotidiano de la familia Camacho se anotaba un destacado acontecimiento: el natalicio de un niño que, con el tiempo, sería director de cine, aunque le pusieron tantos nombres que más parecía hijo de rey que de boticario. Le fue impuesto en su bautismo los nombres de Felipe Antonio Santiago Francisco, aunque la posterioridad le conocería simplemente como Francisco.
Su padre, Manuel Camacho Algaba, de profesión farmacéutico, era natural del Valle de la Serena; su madre, Encarnación Ruiz Cáceres, lo era de Don Benito.

## Estudios
Conociendo la estructura educativa del Don Benito de su época, donde los hijos e hijas de los jornaleros del campo y de los oficios asistían a escuelas públicas y los de las familias adineradas a instituciones privadas, y teniendo en cuenta la profesión de Manuel Camacho, es lógico pensar que Francisco Camacho estudiara en una institución privada.
Practicó los ejercicios del grado de bachiller en el Instituto de Segunda Enseñanza de Badajoz, obteniendo el aprobado y recibiendo su título en 1904.

## Vida profesional
Desde pequeño sintió gran inclinación por la pintura; y las construcciones mecánicas constituían, después de este, su pasatiempo favorito. A pesar de todo esto, estudió la carrera de Derecho, doctorándose en la Facultad de Filosofía y Letras de la Universidad Central de Mdarid, aunque en varias ocasiones estuvo a punto de dejar sus estudios para dedicarse de lleno a la pintura.
Su vocación por el cine, en el que empezó como argumentista, se debe a un incidente casual. Viviendo en París, en el año trece, dedicado a hacer traducciones y llevando una vida bastante bohemia, una noche, al llegar al hotel, cogió equivocadamente del cuadro una llave que no era la de su habitación. Subió, y como en el piso anterior al suyo vivían unos amigos, pensó en entrar un rato para charlar con ellos. Antes de llamar a la puerta de ellos, se abstrajo en una idea, y se quedó así durante bastante tiempo, sin acordarse de llamar. Al salir de su abstracción,  notó con alguna sorpresa que había dejado transcurrir sin sentirlo un cuarto de hora. Sin entrar ya a saludar a sus amigos, subió a su cuarto y entonces se dio cuenta de que se había equivocado de llave. Camacho pensó que, si durante el cuarto de hora que permaneció distraído a la puerta de la habitación de sus vecinos se hubiera cometido un robo en la otra de la cual había cogido la llave, le hubiera sido muy difícil justificar su tiempo. Y esta idea le dio base para su primer argumento cinematográfico.
Desde esa fecha data su vocación por el cine, al que se entregó de lleno. Hablando acerca de sus proyectos cinematográficos con Gómez Carrillo, éste encontró admirable sus propósitos. Sin embargo, en “Pathé” le rechazaron su argumento, por considerarlo, según dijeron, demasiado americano. Más tarde, en “Eclair” le compraron otro argumento de menos importancia. Pasó a Londres, donde le sorprendió la guerra europea. Allí estuvo en contacto, como traductor y argumentista, con la “London Films”, la “Baked Film” y la “British International Picture”.
De regreso a España, ingresa en la “Patria Film”, para corregir y adaptar argumentos. De esta productora pasa a “Soto Film”, donde debuta como director rodando “El enigma de una noche”, con Nicolás Navarro, Zorrilla, Riquelme y Fernando Delgado.
Después volvió de nuevo a “Patria Film”, trabajando para esa firma en el cargo que ahora se llama asistente de director y entonces se denominaba secretario.
Monta más tarde, e unión de Armando Pou, un laboratorio y consigue la corresponsalía del Noticiario Fox.
Esta es una de las épocas de mayor actividad en su vida. Monta un nuevo laboratorio. Después dirige “Zalacaín, el aventurero”, según la novela de Baroja (justamente considerada como una de las obras maestras de nuestra pantalla nacional); y la “Metro Goldwyn Mayer” le encarga la distribución de este film en todo el mundo.
Aparte de las citadas, ha dirigido también otras varias películas cortas, reportajes y noticiarios.
Las obras que prefiere llevar a la pantalla son las dramáticas y las humorísticas.
La artista española que más le gustaba era Imperio Argentina. Y, por lo que visto para que todo pertenezca a la misma familia, consideraba a Florián Rey como el mejor realizador español. Y de los extranjeros: a Lubitsch, King Vidor y René Clair.
Dirigió películas como productor independiente, y para “Soto”, “Patria” y “C.I.D.E.”.
Estaba soltero. Era un hombre de carácter reconcentrado, ponía la máxima atención en todo, y su trabajo en el cine se caracterizaba porque no aceptaba ningún asunto sin estar convencido de su importancia artística y económica. 
Fue parte del elenco técnico de Cifesa.
En 1927, Francisco Camacho sería elegido Vicepresidente de la UCE (Unión Cinematográfica Española), primera entidad nacida con el objetivo de recabar protección estatal para la industria.
Su vida profesional termina con la finalización del rodaje de “El cura de aldea”, en 1935. Se estrenó el 16 de marzo de 1936 en el Cine Rialto de Madrid, pocos meses antes del desencadenamiento de la Guerra Civil.
De ahí en adelante, su vida en España y su actividad cinematográfica, estuvieron dedicadas a realizar tareas de documentalista para el bando republicano, con el desenlace anunciado del exilio.

## Exilio hispanoamericano
Según el testimonio de Edmundo Barbero, un exiliado español solía reunirse en la capital mexicana con otros compatriotas en un café llamado El Trevi. En una de estas tertulias refirió a Pío Caro Baroja algunas andanzas hispanoamericanas de Camacho. Le contó que el cineasta dombenitense había ejercido de vendedor de libros en distintos lugares de América y de fotógrafo callejero en La Habana, “en donde posiblemente había muerto”. Más tarde, Caro Baroja repite la duda sobre su hipotética muerte en Cuba: “creo que murió allí”. Numerosos historiadores han mantenido este dato, erróneo.

## Fallecimiento
Camacho poseía el físico del cineasta revolucionario. Era moreno, con el pelo negro enmarañado, grandes gafas de montura negra y aire un poco tieso y distante. Era un gran decidor y tenía especial gracia y donaire en todo cuanto hablaba.
Muchos han sido los países y ciudades donde se ha situado su muerte: Venezuela, La Habana… pero gracias a una nota marginal en su partida de nacimiento, sabemos que su muerte ocurrió en Don Benito, el 15 de enero de 1967 en la calle de Pajaritos, número 4; donde residía.
Francisco Camacho dejó de habitar entre nosotros en el lugar donde vino al mundo, Don Benito; al parecer en soledad y en estado de presumible penuria, como puede deducirse por el hecho de que la declarante de su fallecimiento fuera la Superiora del Asilo de Ancianos en vez de algún familiar. Su cuerpo se encuentra enterrado junto al de su madre en el Cementerio Municipal de San Antonio, en Don Benito.

## Filmografía
Como director:
- El misterio de una noche de verano (1916), de Soto Films.
- Los apuros de un paleto (1917), de Soto Films.
- Zalacaín el aventurero (1929), de CIDE.
- El cura de aldea (1935), de CIFESA (Compañía Industrial Film Español S.A.).

Como argumentista:
- Alma rifeña (1922), de Atlántida Films.

Como ayudante de dirección:
- Nobleza baturra (1935), de CIFESA.

Fue Jefe de producción de los noticiarios “España al día”, “Por todo el mundo”, y las versiones francesa e inglesa de los citados noticiarios, “España al día-Nouvelles de Espagne” y “Spain Today”, todos de tintes republicanos.